# Cantharis sucinokotejai
Cantharis sucinokotejai là một loài bọ cánh cứng đã tuyệt chủng trong họ Cantharidae. Loài này được Antoni Kuśka miêu tả khoa học năm 1996. Chúng ban đầu được phân loại trong chi đơn loài Absidiella, nhưng vào năm 2013, Sergei Kazantsev đã xếp nó lại vào chi Cantharis.